# Жарская, Марина Михайловна
Марина Михайловна Жарская (бел. Марына Міхайлаўна Жарская, урождённая Фадеева (бел. Фадзеева); род. 23 сентября 1983, Орша, Витебская область) — белорусская самбистка и дзюдоистка, чемпионка Белоруссии по дзюдо, чемпионка и призёр чемпионатов Европы и мира по самбо, Заслуженный мастер спорта Республики Беларусь.

## Биография
Уроженка города Орша Витебской области. В детстве занималась многими видами спорта. В 13 лет из гимнастики перешла в дзюдо. Впоследствии переключилась на самбо.
Замужем, дочь Алисия и младший сын Артемий. После рождения сына собиралась оставить спорт. Но ей помогли вернуться желание стать чемпионкой мира и поддержка семьи.

## Политические взгляды
Подписала открытое письмо спортивных деятелей страны, выступающих за действующую власть Беларуси после жестких подавлений народных протестов в 2020 году.

## Спортивные результаты
- Чемпионат Белоруссии по дзюдо 2006 года — ;
- Чемпионат Белоруссии по дзюдо 2007 года — ;
- Чемпионат Белоруссии по дзюдо 2013 года — ;